# 코리올리 효과
코리올리 효과(Coriolis effect)는 전향력 또는 코리올리 힘(Coriolis force)이라고도 하며, 회전하는 계에서 느껴지는 관성력으로, 1835년 프랑스의 과학자 코리올리가 처음 설명해 냈다.
{\displaystyle \mathbf {F_{Coriolis}} =2m\left(\mathbf {v} \times \mathbf {\Omega } \right)}
굵은 글꼴은 그 물리량이 벡터라는 점을 나타내고, m은 질량, v는 물체의 계에서의 속도를, Ω는 계가 돌고 있는 각속도를 나타낸다.

## 정의

### 코리올리 효과

그림 1:각운동량 보존법칙에 의해 회전판의 붉은 점에서 보았을 때 물체는 진행방향의 왼쪽으로 움직이는 것처럼 보인다.

코리올리 힘의 발생원인은 각운동량 보존법칙에 의해 발생한다. 각운동량 보존 법칙은 각운동량이 시간에 대해 일정하다는 것을 말한다.
만약 어떤 원점을 기준으로 계에 돌림힘이 작용하지 않으면
{\displaystyle {\frac {d\mathbf {L} }{dt}}=0}
이 되어 각운동량이 보존되게 된다. 이를 각 운동량 보존 법칙 또는 간단히 각 운동량 보존이라고 부른다.
회전하는 좌표계 내에서 물체가 운동을 하는 경우 회전축에 대해 반지름이 줄어드는 경우에는 줄어드는 반지름에 대해 속도가 변화하게 된다. 이 결과 회전좌표계는 코리올리힘과, 가로힘이 발생한다.
{\displaystyle \mathbf {F_{Coriolis}} =2m\left(\mathbf {v} \times \mathbf {\Omega } \right)}

## 발생 원인

### 회전 좌표계

#### 회전 좌표계
좌표계 x, y, z와 좌표계 x', y', z'을 보자 두 좌표계의 원점은 같다. 각각의 경우에 대해 벡터 {\displaystyle \mathbf {r} }.은 두 좌표계에서 다음과 같이 표시된다.
{\displaystyle \mathbf {r} =x{\hat {x}}+y{\hat {y}}+z{\hat {z}}}. (x, y, z 좌표)
{\displaystyle \mathbf {r} =x'{\hat {x}}'+y'{\hat {y}}'+z'{\hat {z}}'}. (x', y', z' 좌표계)

벡터의 내적을 이용해 x, y, z를 ({\displaystyle \ x',{\hat {x}}',{\hat {x}}}.), ({\displaystyle \ y',{\hat {y}}',{\hat {y}}}.), ({\displaystyle \ z',{\hat {z}}',{\hat {z}}}.)으로 표현할 수 있다. 내적의 방법은 다음과 같다.
{\displaystyle \mathbf {r} {\hat {x}}=x=(x'{\hat {x}}'+y'{\hat {y}}'+z'{\hat {z}}')({\hat {x}})=x'({\hat {x}}'{\hat {x}})+y'({\hat {y}}'{\hat {x}})+z'({\hat {z}}'{\hat {x}})}.
{\displaystyle \mathbf {r} {\hat {y}}=y=(x'{\hat {x}}'+y'{\hat {y}}'+z'{\hat {z}}')({\hat {y}})=x'({\hat {x}}'{\hat {y}})+y'({\hat {y}}'{\hat {y}})+z'({\hat {z}}'{\hat {y}})}.
{\displaystyle \mathbf {r} {\hat {z}}=z=(x'{\hat {x}}'+y'{\hat {y}}'+z'{\hat {z}}')({\hat {z}})=x'({\hat {x}}'{\hat {z}})+y'({\hat {y}}'{\hat {z}})+z'({\hat {z}}'{\hat {z}})}.
으로 표현되는 것을 확인할 수 있다.

#### 회전하는 벡터의 속도

그림 : 회전하는 좌표계에서 벡터.

벡터 {\displaystyle \mathbf {A} }.가 축 ox를 기준으로 {\displaystyle \mathbf {\Omega } }.의 각속도로 회전하고 있다고 하자.
그런경우 벡터 {\displaystyle \mathbf {A} }.의 속도 {\displaystyle \mathbf {v} ={\frac {d\mathbf {A} }{dt}}}. 는 다음과 같이 표현된다.
{\displaystyle {\frac {d\mathbf {A} }{dt}}=\mathbf {\Omega } \times \mathbf {A} }
{\displaystyle |{\frac {d\mathbf {A} }{dt}}|=|\mathbf {\Omega } \times \mathbf {A} |=wA\sin \theta }

### 회전하는 좌표계에서 벡터의 속도와 가속도

#### 회전하는 좌표계에서 벡터의 속도
회전좌표계의 경우에는 원점을 기준으로 좌표축 x', y', z' 이 회전하는 것으로 생각할 수 있다. 좌표계가 서로 다른 경우 두 좌표계에서 상대적인 속도는 다음과 같다.
{\displaystyle {\frac {d\mathbf {A} }{dt}}={\frac {d\mathbf {A'} }{dt}}+V}
{\displaystyle =\mathbf {v'} +V}
{\displaystyle =\mathbf {\dot {A_{x}'}} {\hat {\mathbf {x'} }}+\mathbf {\dot {A_{y}'}} {\hat {\mathbf {y'} }}+\mathbf {\dot {A_{z}'}} {\hat {\mathbf {z'} }}+\mathbf {A_{x}'} {\frac {d\mathbf {{\hat {x}}'} }{dt}}+\mathbf {A_{y}'} {\frac {d\mathbf {{\hat {y}}'} }{dt}}+\mathbf {A_{z}'} {\frac {d\mathbf {{\hat {z}}'} }{dt}}}
이를 바탕으로 회전좌표계에서 x', y', z'의 단위벡터의 회전을 적용하여 표현하면 다음과 같을까?
{\displaystyle {\frac {d\mathbf {A} }{dt}}={\frac {d'\mathbf {A} }{dt}}+\mathbf {A_{x}'} (\mathbf {\Omega } \times \mathbf {{\hat {x}}'} )+\mathbf {A_{y}'} (\mathbf {\Omega } \times \mathbf {{\hat {y}}'} )+\mathbf {A_{z}'} (\mathbf {\Omega } \times \mathbf {{\hat {z}}'} )}
{\displaystyle ={\frac {d'\mathbf {A} }{dt}}+\mathbf {\Omega } \times (\mathbf {A_{x}'} \mathbf {{\hat {x}}'} +\mathbf {A_{y}'} \mathbf {{\hat {y}}'} +\mathbf {A_{z}'} \mathbf {{\hat {z}}'} )}
{\displaystyle ={\frac {d'\mathbf {A} }{dt}}+\mathbf {\Omega } \times \mathbf {A} }

#### 회전하는 좌표계에서 벡터의 가속도
축의 회전에 따른 속도는 {\displaystyle {\frac {d\mathbf {A} }{dt}}={\frac {d'\mathbf {A} }{dt}}+\mathbf {\Omega } \times \mathbf {A} }이다. 이를 한번 더 시간에 대해 미분을 하면 다음과 같다.
{\displaystyle {\frac {d^{2}\mathbf {A} }{dt^{2}}}={\frac {d}{dt}}({\frac {d'\mathbf {A} }{dt}}+\mathbf {\Omega } \times \mathbf {A} )}
{\displaystyle ={\frac {d}{dt}}({\frac {d'\mathbf {A} }{dt}})+\mathbf {\Omega } \times {\frac {d\mathbf {A} }{dt}}+{\frac {d\mathbf {\Omega } }{dt}}\times \mathbf {A} }
{\displaystyle ={\frac {d'^{2}\mathbf {A} }{dt^{2}}}+\mathbf {\Omega } \times {\frac {d'\mathbf {A} }{dt}}+\mathbf {\Omega } \times ({\frac {d'\mathbf {A} }{dt}}+\mathbf {\Omega } \times \mathbf {A} )+{\frac {d\mathbf {\Omega } }{dt}}\times \mathbf {A} }
{\displaystyle ={\frac {d'^{2}\mathbf {A} }{dt^{2}}}+2\mathbf {\Omega } \times {\frac {d'\mathbf {A} }{dt}}+\mathbf {\Omega } \times (\mathbf {\Omega } \times \mathbf {A} )+{\frac {d\mathbf {\Omega } }{dt}}\times \mathbf {A} }

### 코리올리 정리 및 코리올리 힘

#### 코리올리 힘
뉴턴의 운동방정식이 x, y, z 좌표계에서 성립한다고 가정하면 x', y', z' 좌표계에서 아래의 식을 만족한다.
{\displaystyle \mathbf {F} =m{\frac {d'^{2}\mathbf {r} }{dt^{2}}}+2m\mathbf {\Omega } \times {\frac {d'\mathbf {r} }{dt}}+m\mathbf {\Omega } \times (\mathbf {\Omega } \times \mathbf {r} )+m{\frac {d\mathbf {\Omega } }{dt}}\times \mathbf {r} }
우변의 둘째, 셋째 그리고 넷째 우변을 왼쪽으로 옮기면 뉴턴의 운동 방정식과 비슷한 꼴의 운동방정식이 된다.
{\displaystyle m{\frac {d'^{2}\mathbf {r} }{dt^{2}}}=\mathbf {F} -2m\mathbf {\Omega } \times {\frac {d'\mathbf {r} }{dt}}-m\mathbf {\Omega } \times (\mathbf {\Omega } \times \mathbf {r} )-m{\frac {d\mathbf {\Omega } }{dt}}\times \mathbf {r} }
오른쪽 둘째 항은 코리올리 힘(Coriolis Force)이라고 부른다. 그리고 오른쪽 셋째 항은 원심력(Centripetal Force)이라고 한다. 마지막 항은 가로 힘(Transverse Force)이며 회전 각속도가 일정하지 않은 경우에만 나타난다. 원심력과 코리올리 힘을 도입한다면, 회전하고 있는 좌표계에 대한 운동방정식은 고정된 좌표계에 대해서 같다. 그리고 원심력과 코리올리 힘은 실제 힘이 아니라 회전하고 있는 좌표계에서 나타나는 가상의 힘(Fictitious Force)이다.

## 코리올리 힘의 예

#### 북반구에서의 바람의 우측편향

그림 3: 북반구에서 저기압의 경우 코리올리 힘에 의해 바람은 진행방향에 대해 오른쪽으로 편향하게 되고 이로 인해 저기압에서는 반시계방향으로 토크가 발생하게 된다. 이 때문에 저기압에서 바람은 반시계방향으로 불게 된다.

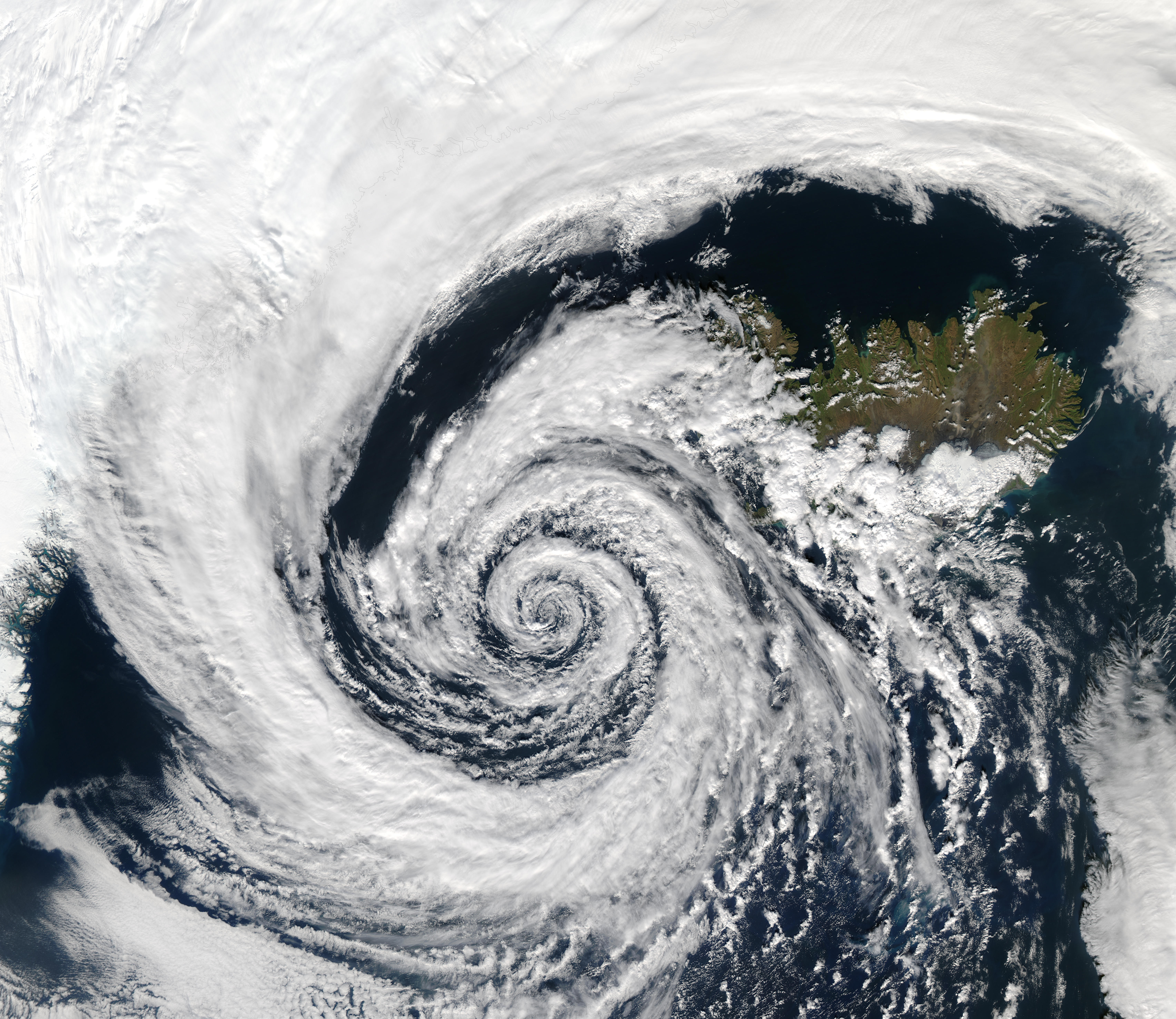
그림4 : 북반구 저기압에서의 바람 방향은 반시계방향이다.

적도에서 북풍이 부는 경우에도 바람은 코리올리 힘을 받게 된다. 코리올리 힘은 다음과 같은 공식에 의해 계산된다.
{\displaystyle -2m\mathbf {\Omega } \times {\frac {d'\mathbf {r} }{dt}}}
지구는 자전 축을 중심으로 {\displaystyle \mathbf {\Omega } }의 각속도로 회전하고 있고, 바람은 {\displaystyle {\frac {d'\mathbf {r} }{dt}}} 북쪽으로 이동한다고 할 수 있지만 실제 지구는 둥글기 때문에 기울어져서 고위도쪽을 향하게 된다. 이때 코리올리 정리를 통해 바람이 받는 힘의 방향을 알 수 있다. 이 때의 코리올리 힘의 방향은 동쪽을 향하게 된다. 즉 운동방향에 대해 오른쪽으로 편향하게 된다는 것을 확인할 수 있다. 수식의 결과가 아니라 각운동량 보존법칙을 적용해보아도 쉽게 우측편향된다는 것을 확인할 수 있다. 적도를 중심으로 바람이 고위도 쪽으로 바람이 부는 경우 지구가 타원형이기 때문에 고위도쪽으로 이동할수록 자전축에 대해 거리가 줄어들게 된다. 이 때에도 각운동량은 보존되어야 한다. 회전축을 중심으로 거리가 줄어들었기 때문에 각속도가 그만큼 증가해야 할 것이다. 이렇게 생각한다면 고위도로 바람이 불면 불수록 반지름이 더더욱 줄어들기 때문에 상대적으로 각속도는 증가하게 된다. 그결과 바람은 우측편향하여 불게 된다.

#### 푸코의 진자

푸코의 진자.각속도(푸코진자의 수평방향 각속도)로 회전하는 계에서 보았을 때 진자는 단순히 단진자 운동을 하는 것을 알 수 있다.

코리올리의 힘이 적용되는 또 다른 예는 푸코의 진자이다. 푸코의 진자는 어떤 수직면에서 자유롭게 흔들리는 줄에 매단 추이다. 진자는 정확한 수직면에서 흔들리기 시작하는데, 진동하는 수직축에 대해 몇 시간의 주기 동안 천천히 옆돌기를 한다. 진자가 긴 시간의 주기동안에 자유로이 계속하여 흔들릴 수 있도록, 추는 무거운 것으로 하고 줄은 아주 길게 한다.
질량 m인 흔들이 추의 운동의 중심을 원점으로 택하고, 이때 벡터 {\displaystyle \mathbf {r} }은 진자의 작은 진동에 대해 거의 수평이다. 북반구에서
{\displaystyle \mathbf {\Omega } }는 수직과 예각을 이룬다. 줄의 장력을 {\displaystyle \mathbf {\tau } } 라고 쓰고, 회전좌표계에서 발생하는 원심력과 중력을 {\displaystyle \mathbf {g_{e}} =\mathbf {g} -m\mathbf {\Omega } \times (\mathbf {\Omega } \times \mathbf {r} )} 라고 생각하면 추의 운동방정식은 다음과 같이 전개 된다.
{\displaystyle m{\frac {d'^{2}\mathbf {r} }{dt^{2}}}=\mathbf {\tau } +m\mathbf {g_{e}} -2m\mathbf {\Omega } \times {\frac {d'\mathbf {r} }{dt}}}
코리올리 힘에 의해 진자는 수평방향으로 일정한 각속도{\displaystyle \mathbf {w} }로 진동을 하게 된다. 그리고 {\displaystyle \mathbf {\hat {z}} } 을 회전축을 삼고, {\displaystyle \mathbf {w} }로 회전하는 좌표계를 새로 도입하면 이 계에 대한 시간 도함수는 {\displaystyle {\frac {d''}{dt}}} 로 나타날 것이다. 그러므로 {\displaystyle {\frac {d'\mathbf {r} }{dt}}}를 {\displaystyle {\frac {d''r}{dt}}}로 나타낸 것은 다음과 같다.
{\displaystyle {\frac {d'\mathbf {r} }{dt}}={\frac {d''\mathbf {r} }{dt}}+\mathbf {w} \mathbf {\hat {z}} \times \mathbf {r} }
{\displaystyle {\frac {d'^{2}\mathbf {r} }{dt^{2}}}={\frac {d''\mathbf {r} }{dt}}+\mathbf {w^{2}} \mathbf {\hat {z}} \times (\mathbf {\hat {z}} \times \mathbf {r} )+2\mathbf {w} \mathbf {\hat {z}} \times {\frac {d''\mathbf {r} }{dt}}}
이를 추의 운동방정식에 적용하면 다음과 같은 식이 된다.
각속도{\displaystyle \mathbf {w} }로 회전을 하는 좌표계를 중심으로 나타내면 다음과 같다.
{\displaystyle {\frac {d''^{2}\mathbf {r} }{dt^{2}}}=\mathbf {\tau } +m\mathbf {g_{e}} --2m\mathbf {\Omega } \times ({\frac {d''\mathbf {r} }{dt}}+\mathbf {w} \mathbf {\hat {z}} \times \mathbf {r} )-2m\mathbf {w^{2}} \mathbf {\hat {z}} \times (\mathbf {\hat {z}} \times \mathbf {r} )-2m\mathbf {w^{2}} \mathbf {\hat {z}} \times {\frac {d'\mathbf {r} }{dt}}}
{\displaystyle =\mathbf {\tau } +m\mathbf {g_{e}} -2m\mathbf {w} \mathbf {\hat {z}} \times (\mathbf {\hat {z}} \times \mathbf {r} )-m\mathbf {w^{2}} \mathbf {\hat {z}} \times (\mathbf {\hat {z}} \times \mathbf {r} )-2m(\mathbf {\Omega } +\mathbf {\hat {z}} \mathbf {w} )\times ({\frac {d''\mathbf {r} }{dt}})}
{\displaystyle =\mathbf {\tau } +m\mathbf {g_{e}} -m(2w\mathbf {\Omega } \mathbf {r} )+\mathbf {w^{2}} \mathbf {\hat {z}} \mathbf {r} )\mathbf {\hat {z}} +m(2w\mathbf {\hat {z}} \mathbf {\Omega } +\mathbf {w^{2}} )\mathbf {r} -2m(\mathbf {\Omega } +\mathbf {\hat {z}} w)\times {\frac {d''\mathbf {r} }{dt}}}
위의 식에서 오른쪽에 있는 모든 벡터는 마지막 항을 빼고는 진자가 있는 수직면에 있다. 하지만 작은 진동에 대해 {\displaystyle {\frac {d''\mathbf {r} }{dt}}} 이 실제로 수평이므로, {\displaystyle \mathbf {\Omega } +\mathbf {\hat {z}} w}를 수평으로 만들어 마지막 항도 이 수직면에 있도록 할 수 있다.
{\displaystyle \mathbf {\hat {z}} (\mathbf {\Omega } +\mathbf {\hat {z}} w)=0}
{\displaystyle w=-\mathbf {\Omega } \cos \theta }
{\displaystyle \mathbf {\Omega } }는 돌고있는 지구의 각속도이고, {\displaystyle \mathbf {w} }는 지구에 대해 돌고있는 좌표계의 각속도이다. {\displaystyle \theta }는 지구 축과 수직사이의 각이다. 수직은 {\displaystyle \mathbf {g_{e}} } 방향을 따른다.
위의 식을 보면 결과적으로 지구에서 푸코의 진자는 각속도 {\displaystyle \mathbf {w} } 로 옆으로 회전한다는 것을 말한다. 북반구에서 내려다 볼 때 그 회전은 시계방향이 된다.

## 같이 보기
- 세차운동
- 관성력
- 고전역학

## 참고 자료
- Marion, B. Stephen Thornton. 『고전 동역학』. 전일동 역. 서울 : 홍릉과학출판사, 2002.
- Symon. 『역학』 안동환 외 역. 서울 : 대웅출판사, 1999.
- 문희태. 『고전역학』. 서울 : 서울대학교출판부, 2006.